# Fiskerton (Nottinghamshire)
Fiskerton – wieś w Anglii, w hrabstwie Nottinghamshire. Leży 20 km na północny wschód od miasta Nottingham i 180 km na północ od Londynu. Fiskerton jest wspomniana w Domesday Book (1086) jako Fiscartune.